# Чистец нарядный
Чистец нарядный (лат. Stáchys spectabiliformis) — вид многолетних травянистых растений рода Чистец (Stachys) семейства Яснотковые (Lamiaceae).

## Распространение и экология
Распространён в восточном Закавказье.
Растёт в горных районах, по берегам рек и озёр.

## Ботаническое описание
Стебли простые, ветвистые, высотой 60—100 см.
Листья яйцевидные или широколанцетные, длиной 7—8 см, шириной 2,5—4 см, сверху зелёные, снизу сероватые, тупо пильчатые, на конце острые или островатые; нижние и средние с более-менее сердцевидным основанием; верхние с закруглённым основанием; прицветные той же формы, уменьшенные; верхушечные — широкояйцевидно-ромбические, цельнокрайные. Нижние и средние листья на черешках длиной 15—20 см, верхние на более коротких, прицветные — сидячие.
Цветки собраны в многоцветковые мутовки; прицветники от линейно-ланцетных до почти щетиновидных; чашечка узко ворончатая, беловатая, зубцы одинаковой длины, узкотреугольные; венчик розовато-лиловый или слегка пурпурный.
Орешек обратнояйцевидные, слаботрёхгранные, тёмно-бурые, голые.

## Классификация

### Таксономия
Вид Чистец нарядный входит в род Чистец (Stachys) подсемейства Яснотковые (Lamioideae) семейства Яснотковые (Lamiaceae) порядка Ясноткоцветные (Lamiales).
|  |                                      |  |                                                             |                                                             |                      |  | ещё около 20 семейств (согласно Системе APG II) | ещё около 20 семейств (согласно Системе APG II) |                         |  |  |  | ещё около 35 родов  | ещё около 35 родов  |  |  |
|  |                                      |  |                                                             |                                                             |                      |  | ещё около 20 семейств (согласно Системе APG II) | ещё около 20 семейств (согласно Системе APG II) |                         |  |  |  | ещё около 35 родов  | ещё около 35 родов  |  |  |
|  |                                      |  |                                                             | порядок Ясноткоцветные                                      |                      |  |                                                 |                                                 | подсемейство Яснотковые |  |  |  |                     | вид Чистец нарядный |  |  |
|  |                                      |  |                                                             | порядок Ясноткоцветные                                      |                      |  |                                                 |                                                 | подсемейство Яснотковые |  |  |  |                     | вид Чистец нарядный |  |  |
|  | отдел Цветковые, или Покрытосеменные |  |                                                             |                                                             | семейство Яснотковые |  |                                                 |                                                 | род Чистец              |  |  |  |                     |                     |  |  |
|  | отдел Цветковые, или Покрытосеменные |  |                                                             |                                                             |                      |  |                                                 |                                                 |                         |  |  |  |                     |                     |  |  |
|  |                                      |  | ещё 44 порядка цветковых растений (согласно Системе APG II) | ещё 44 порядка цветковых растений (согласно Системе APG II) |                      |  |                                                 | ещё 7 подсемейств                               | ещё 7 подсемейств       |  |  |  | ещё более 300 видов |                     |  |  |
|  |                                      |  |                                                             | ещё 44 порядка цветковых растений (согласно Системе APG II) |                      |  |                                                 |                                                 | ещё 7 подсемейств       |  |  |  |                     |                     |  |  |